# (36033) Viseggi
(36033) Viseggi est un astéroïde de la ceinture principale.

## Description
(36033) Viseggi est un astéroïde de la ceinture principale. Il fut découvert le 19 juillet 1999 à Monte Viseggi par l'Observatoire astronomique du Mont Viseggi. Il présente une orbite caractérisée par un demi-grand axe de 3,02 UA, une excentricité de 0,21 et une inclinaison de 8,2° par rapport à l'écliptique.

## Compléments